# Сипайлов, Геннадий Антонович
Геннадий Антонович Сипайлов (1920—2004) — советский и российский учёный, доктор технических наук, профессор.
Автор более 400 печатных работ, в том числе 6 монографий, 5 учебников и учебных пособий, им получено 60 авторских свидетельств на изобретения.

## Биография
Родился 3 января 1920 года в селе Афонасово ныне Тукаевского района Республики Татарстан. В 1931 году семья переехала в город Березники Пермской области.
После окончания средней школы, в 1937 году поступил на электротехнический факультет Ленинградского электротехнического института (ныне Санкт-Петербургский государственный электротехнический университет). С началом Великой Отечественной войны ушёл добровольцем в народное ополчение Ленинграда, участвовал в боевых действиях на Ленинградском и Карельском фронтах.
Продолжил обучение в институте после демобилизации, окончив его в 1947 году с отличием по специальности «Электрические машины» и  присвоением квалификации инженера-электрика. В 1948 году Сипайлов был зачислен в аспирантуру Ленинградского электротехнического института при кафедре электрических машин, где в июне 1951 года защитил кандидатскую диссертацию на тему «Расчёт переходных процессов асинхронных машин». 23 августа 1951 года Геннадий Сипайлов распоряжением Минвуза РСФСР был направлен в Томский политехнический институт (ныне Томский политехнический университет) и был назначен старшим преподавателем кафедры «Электрических машин и аппаратов». В январе 1952 года он был утверждён в учёной степени кандидата технических наук, а в январе 1954 года – в учёном звании доцента.
В 1955 году в течение полугода находился на стажировке на ленинградском заводе «Электросила»; вернувшись в Томск, был включён в группу научных сотрудников института по созданию электронного синхротрона «Сириус» (НИИ Ядерной физики при ТПИ) в качестве разработчика и главного конструктора электромагнита.
В июле 1960 года  Г.А. Сипайлов был назначен исполняющим обязанности заведующего кафедрой «Электрических машин и аппаратов», в ноябре этого же года был утверждён на эту должность. Кафедру «ЭМА» Томского политехнического института он возглавлял в течение следующих 32 лет. В 1966 году Сипайлов защитил в этом же вузе  докторскую диссертацию на тему «Основные вопросы электромашинного генерирования и коммутации больших импульсных мощностей». В апреле 1967 года ему была присуждена учёная степень доктора технических наук, в октябре этого же года – учёное звание профессора по кафедре «Электрических машин и аппаратов». В 1993 году Геннадий Антонович был избран действительным членом Академии электротехнических наук РФ. Под его руководством выполнены и защищены 15 докторских и 90 кандидатских диссертаций.
Умер 1 декабря 2004 года.
На одном из корпусов Томского политехнического университета Г. А. Сипайлову установлена памятная доска.

## Заслуги
- Был награждён орденами «Знак почёта» (1971) и Отечественной войны 2-й степени (1985), а также многими медалями.
- В 1977 году был удостоен звания «Заслуженный деятель науки и техники РСФСР», а в 2000 году почётного звания «Заслуженный работник высшей школы РФ».